# چینل‌لاک‌پشت‌ها
چینل‌لاک‌پشت‌ها (نام علمی: Chinlechelys) یک سرده منقرض‌شده از لاک‌پشت‌های اصلی است که به لاک‌پشت‌سانان (Testudinata) وابستگی دارد. این لاک‌پشت در عصر نورین تریاس پسین زندگی می‌کرد و کهن‌ترین لاک‌پشت شناخته‌شده از آمریکای شمالی است. در میان لاک‌پشت‌ها، بیشتر به دلیل پوسته بسیار نازک آن منحصر به فرد است. نوع و تنها گونه آن، C. tenertesta، توسط والتر جی. جویس و همکارانش با این سرده نام‌گذاری و توصیف شد. در سال ۲۰۰۹ احتمالاً زمینی بوده و توسط جویس و همکارانش پیدا شده است. ارتباط نزدیکی با پروگانوشلی‌ها، یکی دیگر از لاک‌پشت‌های زمینی دارد.